# بوشكان (بوشكان)
بوشكان (بالفارسية: بوشکان) هي قرية تقع في إيران في قسم بوشكان الريفي. يقدر عدد سكانها بـ 2,337 نسمة .